# Marianna Oleśkiewicz
Marianna Oleśkiewicz (ur. 3 marca 1947 w Rudnikach) – polska polityk, posłanka na Sejm PRL VIII kadencji.

## Życiorys
Uzyskała tytuł zawodowy magistra matematyki w Wyższej Szkole Pedagogicznej w Częstochowie. Była dyrektorką szkoły podstawowej w Mninie (od 1979). Zasiadała w Wojewódzkim Komitecie Zjednoczonego Stronnictwa Ludowego. W latach 1980–1985 pełniła mandat posłanki na Sejm PRL VIII kadencji w okręgu Skarżysko-Kamienna. Zasiadała w Komisji Kultury i Sztuki, Komisji Oświaty i Wychowania oraz w Komisji Oświaty, Wychowania, Nauki i Postępu Technicznego. W okresie III RP związana z Polskim Stronnictwem Ludowym. W wyborach w 2002 bez powodzenia kandydowała do sejmiku województwa świętokrzyskiego. W 2007 objęła mandat w radzie powiatu koneckiego. W 2010 nie startowała w wyborach. Jeszcze przez kilka lat była sekretarzem PSL w powiecie koneckim.